# Melvisharam
Melvisharam là một thị xã panchayat của quận Vellore thuộc bang Tamil Nadu, Ấn Độ.

## Nhân khẩu
Theo điều tra dân số năm 2001 của Ấn Độ, Melvisharam có dân số 36.675 người. Phái nam chiếm 50% tổng số dân và phái nữ chiếm 50%. Melvisharam có tỷ lệ 65% biết đọc biết viết, cao hơn tỷ lệ trung bình toàn quốc là 59,5%: tỷ lệ cho phái nam là 73%, và tỷ lệ cho phái nữ là 56%. Tại Melvisharam, 15% dân số nhỏ hơn 6 tuổi.